# Парабени

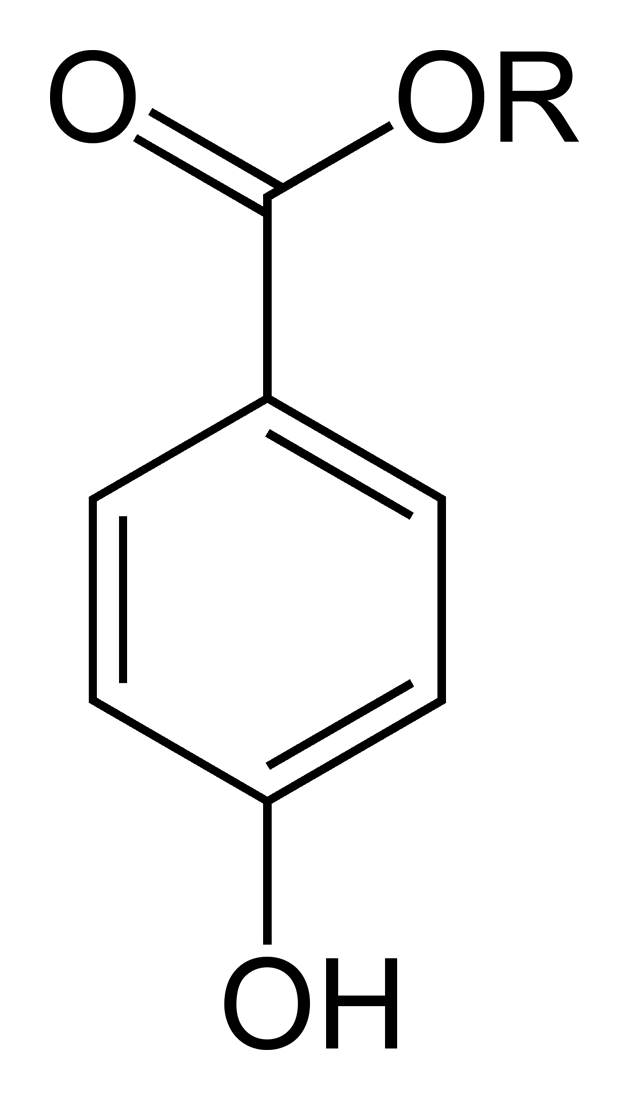
Хім. структура парабенів

Парабени — складні ефіри, які використовують як консерванти в косметичній, фармацевтичній і харчовій промисловості через антисептичні і фунгіцидні властивості. Парабени отримують з пара-гідроксибензойної кислоти, яка міститься в багатьох фруктах та овочах, таких як огірки, вишня, морква, чорниця та цибуля. Пара-гідроксибензойна кислота також природно утворюється в організмі людини при розпаді деяких амінокислот. Парабени, що використовуються в косметиці, ідентичні тим, що зустрічаються в природі. Найбільш поширеними типами парабенів є метилпарабен, етилпарабен, пропілпарабен, бутилпарабен, ізопропілпарабен та ізобутилпарабен.

## Застосування та вплив на людину
Парабени використовуються протягом майже 100 років як консерванти у харчовій, фармацевтичній та косметичній промисловості. Популярність парабенів пояснюється їх ефективністю як консервантів, низькою вартістю, тривалою історією використання і неефективністю альтернативних природних консервантів (наприклад, екстракту насіння грейпфрута). 
Парабени ефективно запобігають ростові грибків, бактерій та дріжджів, які можуть призвести до псування продуктів. Таким чином, вони впливають на якість продуктів, продовжуючи термін їх зберігання. Парабени можна знайти в злаках, цукерках, в'яленому м'ясі, і солоних огірках, ароматизованих сиропах.

## Вплив на здоров'я
Причинно-наслідковий зв'язок між використанням парабенів і раком не доведено. 
Впливають на гормональну систему людини[джерело?].

## Екотоксичність
Наявність парабенів у навколишньому середовищі викликає занепокоєння вчених[яких?] через їх здатність перешкоджати нормальному рівню гормонів у різних організмах, особливо у водних системах. Ці сполуки, які вважаються псевдостійкими, можуть біоакумулюватися, піддаючи ризику також і неводні види (через біонакопичення вздовж харчового ланцюга); і мають токсичність, яка зростає зі збільшенням вуглецевого ланцюга, будучи також важливим фактором для їх видалення в очисних спорудах. 
Парабени зазвичай видаляють з стічних вод за допомогою біологічних, сучасних та/або хлорованих методів очищення. Кожен метод генеруватиме різні або комбіновані проміжні продукти в результаті реакції/деградації парабенів на такі продукти, як бензойна кислота , гідрохінон та хлоровані побічні продукти.[джерело?]

## Перелік парабенів
- Метилпарабен

- Бутилпарабен
- Пропілпарабен
- Етилпарабен
- Ізобутилпарабен
- Ізопропілпарабен
- Бензилпарабен